# Stajanje sredom - Žene u crnom
Stajanje sredom - Žene u crnom  jeste kontinuirano održavanje antiratnih protesta u Beogradu protiv ratova u bivšoj Jugoslaviji, koje su organizovale Žene u crnom (ŽuC), antimilitarsitičko-feministička grupa iz Beograda.
Po ugledu na Žene u crnom iz Izraela, i Žene u crnom u Beogradu proteste protiv rata organizuju jednom nedeljno - svake srede, tokom celog trajanja rata 1991-1995. godine. U atmosferi neproglašenog rata u Srbiji i homogenizacije nacije, kontinuirani protesti - stajanja sredom, nailaze na podršku u manjem delu javnosti, a većinom na neprijateljstvo i osude za „izdaju nacije“.
Specifičnost protesta antiratne grupe Žena u crnom, na način na koji su ga započele žene u Izraelu, a prihvatile i žene u Srbiji i širom sveta, jeste u performativnom izrazu kojeg su usvojile kao politički iskaz o ratu - crnina, nepokretnost tela, ćutanje. Time su tradicionalnu, privatnu poziciju žena koje žale za umrlim srodnicima, postavile u javni prostor, u protestni politički izraz - „borbenu žalost", kao univerzalnu vrednost koja osuđuje rat, i žali za svim ljudskim žrtvama, preko svih granica nametnutih srodstvom, polom, nacijom, verom i dr.

## Stajanje sredom - politika
Stajanje sredom, koje je otpočelo 9. oktobra 1991. godine, i završeno sa potpisivanjem Dejtonskog sporazuma u novembru 1995. godine, bilo je „javni, nenasilni protest protiv rata, protiv politike srpskog režima, nacionalizma, militarizma, svih vidova mržnje, diskriminacije, nasilja.“ U politički kredo Žena u crnom ulazi nasleđe antifašizma i internacionalizma, i sve to je pretočeno u maksimu „ne u naše ime“  koja „podrazumeva da je neophodno zauzeti kritičnu distancu prema svakoj vlasti, ali i radikalni raskid s politikama zločinačkih režima“ jer u protivnom „ oni (vlast) mogu pomisliti da imaju naš pristanak, saglasnost pa i saučesništvo u zlodelima.“
Kontinuirano stajanje iz srede u sredu, tokom celokupnog trajanja rata 1991-95. godine, jeste odbijanje da se rat i ratno stanje, agresija na bivše republike Socijalističke federativne republike Jugoslavije i ratni zločini prihvate kao stanje normalnosti. Za razliku od opozicionih stranaka režimu Slobodana Miloševića ( izuzev manjih stranaka poput Građanskog saveza Srbije, i Lige socijaldemokrata Vojvodine), Žene u crnom nisu pristale ni na nacionalizam, niti odustale od antiratnih protesta. Ta istrajnost u stajanju sredom, utemeljena je u izrazitoj političkoj misli i principima aktivistkinja i aktivista Žena u crnom, koji za sobom nužno povlače političke, antiratne akcije kao kontinuiran čin, upravo dok traje sam rat. Antimilitarizam Žena u crnom je  odnos prema  političkoj stvarnosti jednako intenzivno, koliko i međunarodna zajednica prećutno, a intenzivno, smatra rat „nastavkom politike drugim sredstvima“.
Istu  političku principijelnost Žene u crnom su pokazale i u slučaju  bombardovanja SRJ 1999. godine, osudivši NATO intervenciju, zahtevajući hitan prekid bombardovanja, obnavljanje mirovnih pregovora, kao i da se svim izbeglim, raseljenim i prognanim licima sa Kosova omogući povratak na Kosovo, ili odlazak u treće zemlje.

## Stajanje sredom - odlike
Prvo stajanje sredom Žena u crnom, odigralo se 09.10.1991. godine ispred Studentskog kulturnog centra (SKC) u Beogradu, a potom se preselilo na Trg republike (prostor na kome se i danas održavaju  stajanja ŽuC), i odlike ovih antiratnih protesta jesu prisutnost tela, crnina i ćutanje.

### Prisutnost tela
Raspadu SFRJ je prethodilo uzdizanje nacionalizma, širenje militarizma, i time i re-patrijarhalizacija društva u Srbiji,  što je ozbiljno narušilo emancipatorska dostignuća SFRJ u pogledu položaja žena. Jedan od pokazatelja tog položaja jeste broj žena u Narodnoj skupštini Srbije. Naime, na izborima 1963. izabrana je čak 71 žena, dok  su prvi višestranački izbori 1990. godine rezultirali sa svega 3 žene u poslaničkim klupama, dok je prelomne, 2000. godine, izabrano svega 28 narodnih poslanica. Žene su u kratkom roku izgubile osvojene oslobode, i ponove gurnute u privatnu sferu (domaći život, neučestvovanje u javnoj sferi).
U takvoj atmosferi, prisutnost ženskog tela  u javnom prostoru i  u atmosferi rata, koje je oboje iznova postalo maskulino odn. „muški prostor“, jeste važan politički čin, i suprotstavljanje retradicionalizaciji i iznovno uspostavljanje žene kao političkog subjekta. Istovremeno, taj način prikazuje „društveno postajanje i nestajanje političkog subjekta.... u okviru specifičnih konstelacija moći“.
Lepa Mlađenović jedna od osnivačica ŽuC,  o prvom stajanju: „Bilo mi je  veoma neprijatno u to vreme da stojim na ulici (...) Nije postojala tradicija da žene stoje na ulicama u znak protesta: znala sam za Izraelke, za Italijanke, ali jedno je bilo čuti o tome, a drugo sama stajati. Posle niza nedelja redovnog stajanja taj element koji nedostaje zasnovan je i pronađen u našem sopstvenom stajanju; same smo stvorile svoju tradiciju, smisao i jezik.”

### Crnina
Crnina je bila izbor protestne boje Izraelki na prvom  protestnom stajanju 1988. godine  tokom I Intifade, kada su oštro osudile politiku države Izrael i zločine izraelskih vojnika na okupiranim teritorijama Palestine. Crnina je bila znak žaljenja za sve žrtve ratnog sukoba.
Staša Zajović jedna od osnivačica ŽuC o crnini kao političkom izboru: „(Crnina)... je tradicionalni deo ženske kulture, žene su svođene na privatnu sferu, porodičnu dužnost (...) Tu jednu privatnu porodičnu dužnost transformišeš u javnu boju, u kolektivni čin (...) u nešto subverzivno...“
Istovremeno, crna boja kao tradicionalna boja žaljenja u kulturi jednog dela Mediterana, u političkom ključu Žena u crnom je i nadilaženje tradicionalnog žaljenja svojih srodnika, i tome nasuprot, uključivanje svih „drugih“ koji su za nacionalističke ideologije „prezreni i dehumanizovani etnički neprijatelji...“

### Ćutanje
Stajanje sredom žena u crnom odlikuje i ćutanje, kao svojevrsna zanemelost pred ratom, razdanjima, zločinima,istovremeno, kao javni, politički čin , on je osuda  vlasti, kao nalogodavac, počinioca i izvršitelja zločina.
Iako ćutanje, kao kolektivni, politički ;in Žena u crnom preti da vrati rodne predrasude o ženama kao nepolitičkim subjektima, one  koje ne govore javno, jer pripadaju privatnoj sferi života, ćutanje  na stajanjima  ŽuC u ratnom periodu, i kasnije,  bila je „... uznemirujuća politika i poetika iskazivanja istovremene posvećenosti izgovaranju neizgovorivog i neizgovaranju izgovorivog.“
Lina Vušković, jedna od osnivačica ŽuCa o ćutanju:„Od devedesetih ( godina XX veka), to je bio način distance i metod odbrane, način da pokažemo da smo drugačije.“